# Marginale musique
 (juin 2020).
Si vous disposez d'ouvrages ou d'articles de référence ou si vous connaissez des sites web de qualité traitant du thème abordé ici, merci de compléter l'article en donnant les références utiles à sa vérifiabilité et en les liant à la section « Notes et références ».
Albums de Fonky Family
Art de Rue
Marginale musique est le troisième et dernier album de la Fonky Family, sorti en janvier 2006.

## L'album
L'album Marginale Musique sort le 9 janvier 2006, il s'agit du troisième album de la FF. Celui-ci se classe directement numéro un des ventes le jour de sa sortie et permet à la FF, d'obtenir un disque d'or . Dans la foulée de ce succès, le collectif entame une tournée en France mais aussi en Belgique en Suisse et au Canada. Cependant, malgré le succès de l'album, le groupe ne sortira plus d'album, excepté des albums solo.

## Liste des titres
| No  | Titre                          | Compositeur(s)    | Durée |
| --- | ------------------------------ | ----------------- | ----- |
| 1.  | Les affaires reprennent        | Pone              | 4:40  |
| 2.  | C'est plus comme avant         | Le Rat Luciano    | 3:59  |
| 3.  | La guerre                      | Le Rat Luciano    | 5:16  |
| 4.  | Le quartier                    | Pone              | 5:49  |
| 5.  | Comme on débarque              | Madizm & Sec.Undo | 4:10  |
| 6.  | C'est ça ou rien               | Sat               | 4:16  |
| 7.  | Tout ce qu'on a                | Le Rat Luciano    | 4:08  |
| 8.  | 1984 (Fallait que je le dise)  | Dj Djel           | 2:53  |
| 9.  | Marginale Musique              | Medeline          | 5:02  |
| 10. | Le plus grand des voyous       | Le Rat Luciano    | 5:09  |
| 11. | On s'invite                    | Le Rat Luciano    | 4:56  |
| 12. | Dans les yeux                  | Pone              | 3:38  |
| 13. | Ils le savent                  | Pone              | 4:54  |
| 14. | Chez nous                      | Le Rat Luciano    | 4:35  |
| 15. | Cherche pas                    | Le Rat Luciano    | 11:34 |
| 16. | Piste cachée : Un œil sur nous |                   |       |

## Clips
- Marginale musique (clip réalisé par OCM)